# Titanis
A Titanis a madarak (Aves) osztályának kígyászdarualakúak (Cariamiformes) rendjébe, ezen belül a fosszilis gyilokmadarak (Phorusrhacidae) családjába tartozó faj.

## Életmód
Óriás röpképtelen ragadozó életmódú madár, amely a pliocén idején Észak-Amerikában, amely mintegy ötmillió évvel ezelőtt jelent meg és kétmillió évvel ezelőtt halt ki.

## Rendszerezés
A nemhez tartozó egyetlen ismert faj a 2,5 méteres testmagasságot és 150 kilogramm testtömeget is elérő Titanis walleri, amely a holotípus felfedezőjéről, Benjamin I. Wallerről kapta nevét.
A Titanis a gyilokmadárnak is nevezett, dél-amerikai Phorusrhacidae család legfiatalabb ismert faja és egyben a család egyetlen ismert tagja, amely a nagy amerikai faunacsere során Észak-Amerikába került. Legközelebbi rokonai a dél-amerikai Phorusrhacos és Devincenzia nemek voltak.

## Lelőhelyei
Fosszíliáit Floridában és Texasban találták meg. Vannak olyan vélemények, hogy még 15 ezer évvel ezelőtt is élhetett, ezt azonban McFadden és mások  cáfolták, mivel a fosszíliák közt nincs kétmillió évesnél fiatalabb.

## Fordítás
- Ez a szócikk részben vagy egészben  a   Titanis című angol Wikipédia-szócikk ezen változatának fordításán alapul.  Az eredeti cikk szerkesztőit annak laptörténete sorolja fel. Ez a jelzés csupán a megfogalmazás eredetét és a szerzői jogokat jelzi, nem szolgál a cikkben szereplő információk forrásmegjelöléseként.